# Hibbertia diffusa
Hibbertia diffusa är en tvåhjärtbladig växtart som beskrevs av Robert Brown. Hibbertia diffusa ingår i släktet Hibbertia och familjen Dilleniaceae. Inga underarter finns listade i Catalogue of Life.